# Geranium aequatoriale
Geranium aequatoriale là một loài thực vật có hoa trong họ Mỏ hạc. Loài này được Halfd.-Niels. mô tả khoa học đầu tiên năm 1996 publ. 1997.